# Щутково
Щутково (пол. Szczutkowo, нім. Waldsee) — село в Польщі, у гміні Хоцень Влоцлавського повіту Куявсько-Поморського воєводства.
Населення — 149 осіб (2011).
У 1975-1998 роках село належало до Влоцлавського воєводства.

## Демографія
Демографічна структура станом на 31 березня 2011 року:
|          | Загалом | Допрацездатний вік | Працездатний вік | Постпрацездатний вік |
| -------- | ------- | ------------------ | ---------------- | -------------------- |
| Чоловіки | 75      | 15                 | 47               | 13                   |
| Жінки    | 74      | 11                 | 40               | 23                   |
| Разом    | 149     | 26                 | 87               | 36                   |